# Salón de Actos
Salón de Actos är en ort i Mexiko.   Den ligger i kommunen Rosales och delstaten Chihuahua, i den nordvästra delen av landet, 1 200 km nordväst om huvudstaden Mexico City. Salón de Actos ligger 1 161 meter över havet och antalet invånare är 651.
Terrängen runt Salón de Actos är platt.  Trakten runt Salón de Actos är nära nog obefolkad, med mindre än två invånare per kvadratkilometer. Närmaste större samhälle är Ampliación Colonia Lázaro Cárdenas, 14,3 km sydväst om Salón de Actos. Omgivningarna runt Salón de Actos är i huvudsak ett öppet busklandskap.